# Кучин Олександр Степанович
Олександр Степанович Кучин (28 вересня 1888 року, село Кушерека, Онезький повіт, Архангельська губернія — 1913 (?)Таймир?) — російський полярний дослідник, учасник експедиції Амундсена на Південний полюс, капітан судна загиблої експедиції Володимира Русанова

## Біографія
Олександр Кучин народився в сім'ї капітана в селі Кушерека, Онезького повіту, Архангельської губернії. Батько, Степан Григорович, займався торгівлею. Кучин С. Г. помер під час блокади Ленінграда. Олександр був старшим сином. Він закінчив міське училище в місті Онега, отримав спеціальність штурмана в Архангельському торгово-морехідному училищі, яке закінчив у 1909 році у із золотою медаллю. Потім поїхав у Норвегію, де плавав на Ян-Маєн і Шпіцберген.
Олександр Кучин знав норвезьку мову, він склав малий російсько-норвезький словник з 4000 слів, який був надрукований у Варді. Кучин цікавився океанографією і вивчав її. До того ж він професійно займався океанографією в Бергені. Олександр Кучин познайомився з Фрітьофом Нансеном. За рекомендацією Нансена Кучин був зарахований у експедицію Руаля Амундсена на кораблі «Фрам» в Антарктиду. Він виконував обов'язки штурмана і океанографа і був єдиним іноземцем у норвезькій команді. Коли корабель вийшов у море, Амундсен повідомив екіпажу, що насправді експедиція спрямована на підкорення Південного полюса. Кучин став першим росіянином, який висадився на материк Антарктида. Там перебувала і експедиція Роберта Скотта, у складі якої було двоє росіян — Дмитро Гирев і Антон Омельченко. Після тритижневої стоянки «Фрам» за 62 дні прибув у Буенос-Айрес. У вересні 1911 року у Кучина закінчувалася відстрочка від військової служби, тому він перервав плавання і повернувся в Осло, узявши з собою частину матеріалів експедиції. 10 грудня 1911 року в Осло Кучин був заручений з 18-річною Асльоуг Поульсон, дочкою норвезького журналіста.
Взимку 1912 року Олександра Кучин повернувся в Росію. В Архангельську він познайомився з Володимиром Русановим, який запропонував йому стати капітаном шхуни «Геркулес». Шхуна в червні 1912 року вирушила в експедицію через Архангельськ і Шпіцберген у Карське море. 18 серпня 1912 експедиція пройшла на Нову Землю. Більше ніяких відомостей про шхуну та долю команди немає. Вважають, що вони загинули на західному узбережжі півострова Таймир.
Останки Кучина були виявлені у 2001 році біля підніжжя гори Мініна на півострові Таймир експедицією Орловської держтелерадіокомпанії.

## Увічнення пам'яті
Іменем Кучина названі:
- Острови Кучина (два арктичних острова)
- Гірська вершина в районі льодовика Уїлкса і частина самого льодовика
- Вулиця в Архангельську
- Провулок у місті Онега
- Морський лінійний буксир Онезького морського торгового порту
- Навчальне судно Архангельського мореходного училища